# Michael Bent
Charles Michael Bent (* 27. November 1919 in Southsea; † 28. Dezember 2004) war ein englischer Studienkomponist im Schach.

## Schachkomposition
Bent komponierte seit Anfang der 1950er Jahre mehr als 1000 Endspielstudien. 288 davon enthält das Buch The Best of Bent. Viele seiner Schöpfungen wurden mit Preisen ausgezeichnet. Von 1975 bis 1985 leitete er den Studienteil der Zeitschrift British Chess Magazine.
|   | a | b | c | d | e | f | g | h |   |
| 8 |   |   |   |   |   |   |   |   | 8 |
| 7 |   |   |   |   |   |   |   |   | 7 |
| 6 |   |   |   |   |   |   |   |   | 6 |
| 5 |   |   |   |   |   |   |   |   | 5 |
| 4 |   |   |   |   |   |   |   |   | 4 |
| 3 |   |   |   |   |   |   |   |   | 3 |
| 2 |   |   |   |   |   |   |   |   | 2 |
| 1 |   |   |   |   |   |   |   |   | 1 |
|   | a | b | c | d | e | f | g | h |   |

Lösung:

1. Ta1–a8+ Kc8–c7

2. Ta8xd8 Lg3–h4+

3. Ke7–e8 Lh4xd8

4. Lc1–f4+ Kc7–c8

5. Sc4–d6+ Kc8–c7

Nach 6. Sd6–f7+ Kc7–c8 ist der Läufer tabu 7. Sf7xd8? Patt und 6. Lf4–g3? Ld8–h4! oder  6. Lf4–e5? Ld8–f6! führen nur zum Remis.

6. Lf4–h2! Zugzwang. Nun geht der schwarze Läufer verloren und die Partie, denn Läufer und Springer setzen matt. Zum Beispiel holt der Springer nach 6. … Ld8–f6 oder Ld8–g5 durch Abzugsschach 7. Sd6–e4+ und nach 6. … Ld8–h4 durch 7. Sd6–f5+ den schwarzen Läufer, nach anderen Zügen holt ihn der weiße König ab.

## Privat
Bent trieb nebenher noch verschiedenen Sport wie Halbmarathon und Tennis. Nach dem Zweiten Weltkrieg arbeitete er eine Zeit lang in Gummiplantagen in Malaya. Er war verheiratet mit Viola. Zuletzt lebte er in Inkpen Common (Berkshire). Im Jahre 2004 verunglückte er tödlich.